# Бетендорф (Ајова)
Бетендорф (енгл. Bettendorf) град је у америчкој савезној држави Ајова. По попису становништва из 2010. у њему је живело 33.217 становника.

## Демографија
Према попису становништва из 2010. у граду је живело 33.217 становника, што је 1.942 (6,2%) становника више него 2000. године.
| Група             | 2000.          | 2010.          |
| Белци             | 29.228 (93,5%) | 29.688 (89,4%) |
| Афроамериканци    | 494 (1,6%)     | 747 (2,2%)     |
| Азијати           | 444 (1,4%)     | 1.025 (3,1%)   |
| Хиспаноамериканци | 772 (2,5%)     | 1.205 (3,6%)   |
| Укупно            | 31.275         | 33.217         |